# سول كابلان
سول كابلان (بالإنجليزية: Sol Kaplan)‏ هو عازف بيانو وموسيقي وملحن أمريكي، ولد في 19 أبريل 1919 في فيلادلفيا في الولايات المتحدة، وتوفي في 14 نوفمبر 1990 في مانهاتن في الولايات المتحدة بسبب سرطان الرئة.

## وصلات خارجية
- سول كابلان على موقع IMDb (الإنجليزية)
- سول كابلان على موقع ميوزك برينز (الإنجليزية)
- سول كابلان على موقع قاعدة بيانات برودواي على الإنترنت (الإنجليزية)
- سول كابلان على موقع ديسكوغز (الإنجليزية)
- سول كابلان على موقع قاعدة بيانات الفيلم (الإنجليزية)